# Kingswood Park
Kingswood Park är en del av en befolkad plats i Australien. Den ligger i kommunen City of Penrith och delstaten New South Wales, i den sydöstra delen av landet, omkring 47 kilometer väster om delstatshuvudstaden Sydney. Antalet invånare är 11 813.
Runt Kingswood Park är det tätbefolkat, med 442 invånare per kvadratkilometer.. Närmaste större samhälle är Blacktown, omkring 19 kilometer öster om Kingswood Park.
I omgivningarna runt Kingswood Park växer huvudsakligen savannskog. Genomsnittlig årsnederbörd är 1 267 millimeter. Den regnigaste månaden är februari, med i genomsnitt 216 mm nederbörd, och den torraste är juli, med 25 mm nederbörd.